# Hans Otto Theater

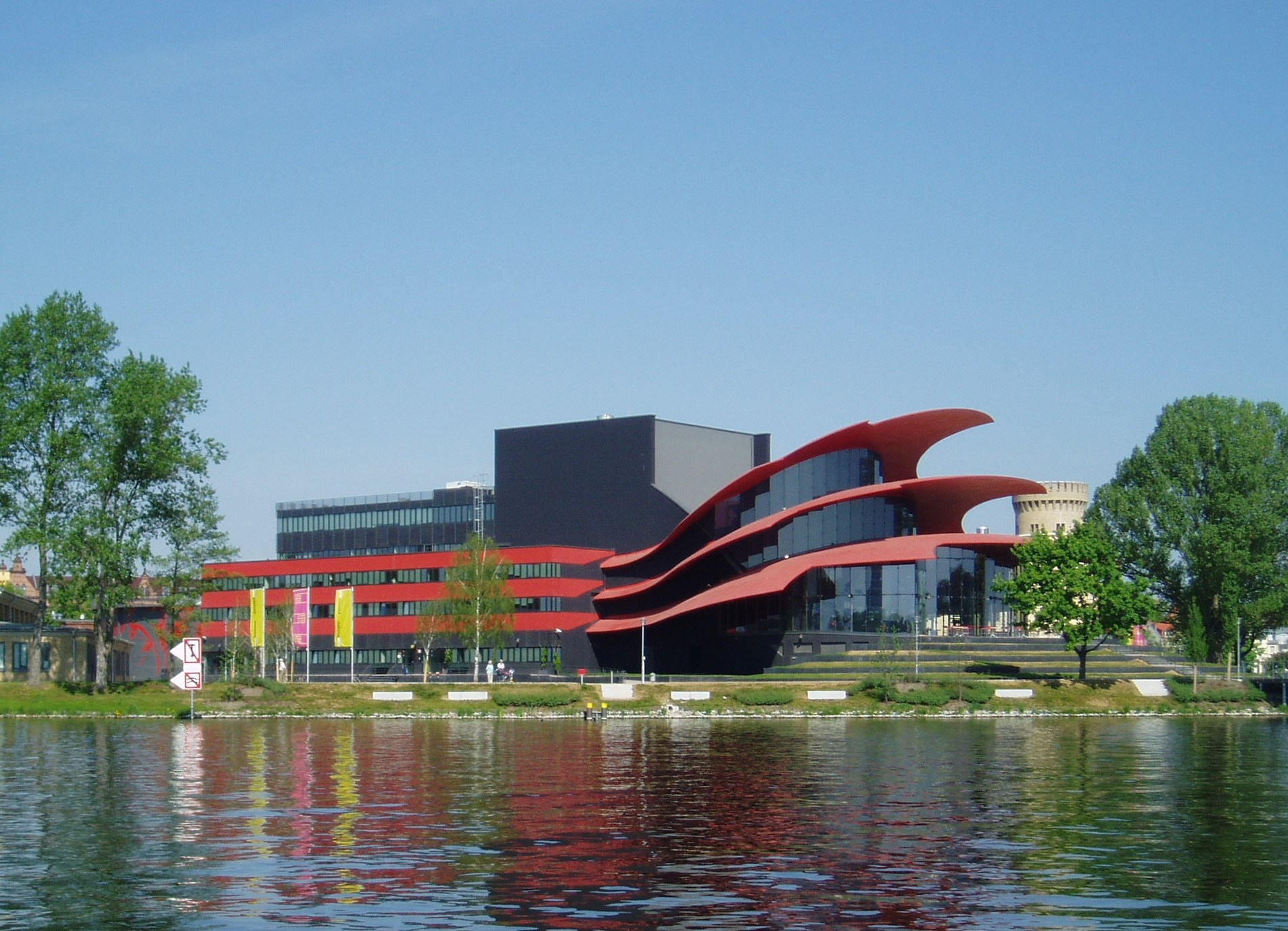
Neues Theater vid floden Havel.

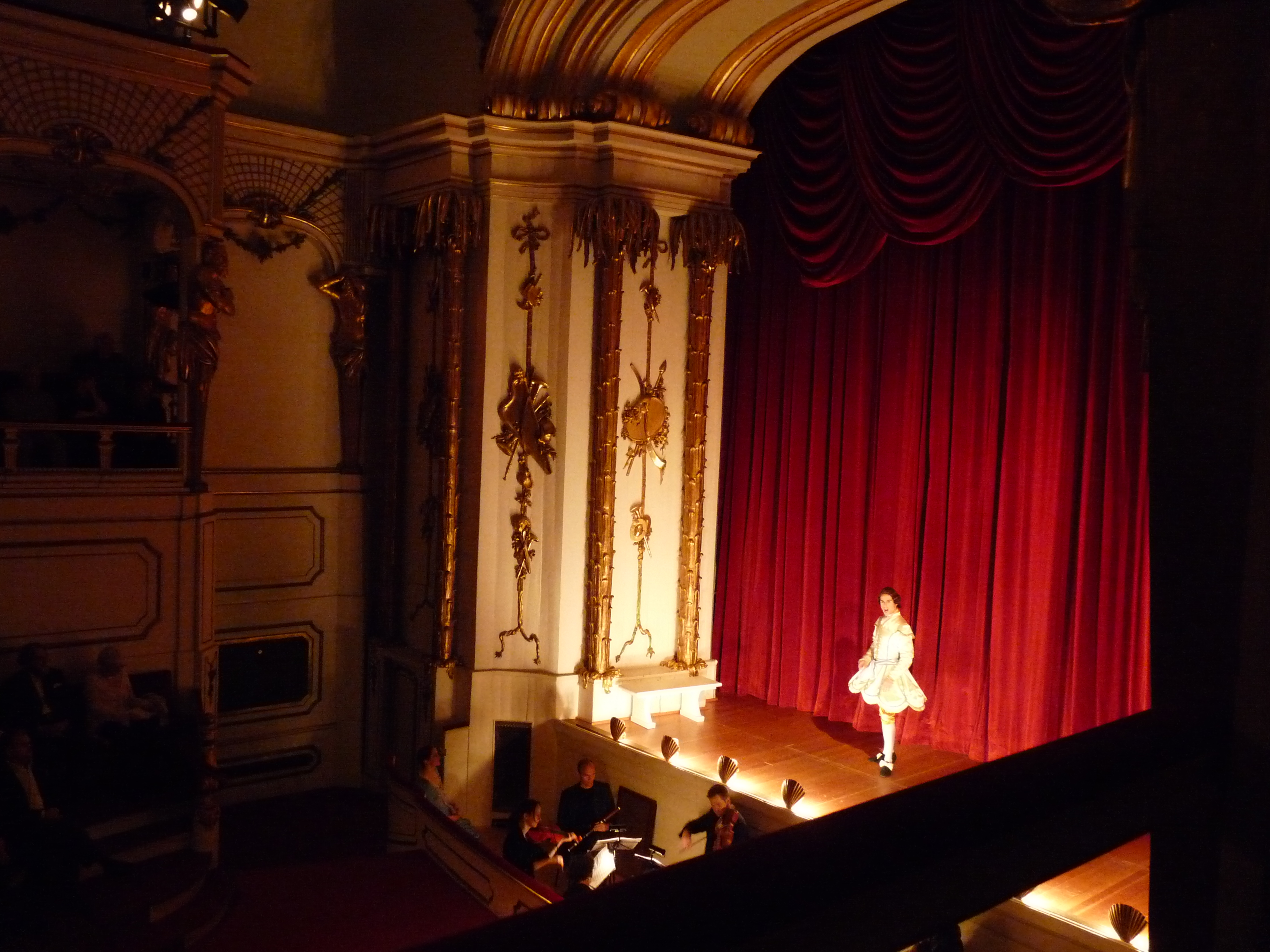
Neues Palais slottsteater.

Hans Otto Theater är den största teatern i staden Potsdam i Brandenburg, Tyskland. Teatern sätter regelbundet upp föreställningar på huvudscenen i Neues Theater vid Schiffbauergasse, i den barocka slottsteatern i Neues Palais och på barn- och ungdomsscenen i Reithalle. Teatern har en fast ensemble på omkring 25 skådespelare.
Teatern grundades under den sovjetiska ockupationen som Brandeburgisches Landestheater 1946. Den blev efterföljare till 1700-talsteatern Königliches Schauspielhaus, i folkmun kallad Kanaloper, som förstördes genom artilleribombardemang 1945. De första åren användes slottsteatern i Neues Palais som huvudsaklig scen. 1949 flyttade man till provisoriska lokaler i konserthuset på Zimmerstrasse. 1952 döptes teatern om till Hans Otto Theater till minne av den kommunistiske skådespelaren Hans Otto, som dödades av nazister 1933.
En planerad ny teaterbyggnad vid Alter Markt påbörjades 1989 men avbröts i samband med Tysklands återförening, och på denna plats står istället idag det återuppförda Potsdams stadsslott. Då de förfallna lokalerna på Zimmerstrasse samtidigt stängdes flyttade man till provisoriska lokaler vid Alter Markt, där teatern blev kvar fram till 2006. Det nuvarande teaterhuset, Neues Theater på Schiffbauergasse, ligger intill Tiefer See i floden Havel. Byggnaden ritades av Gottfried Böhm och invigdes 2006.